# برگمن (دهانه)
برگمن یک دهانه برخوردی در ماه‌ است.